# Jerzy Bukowski (profesor)

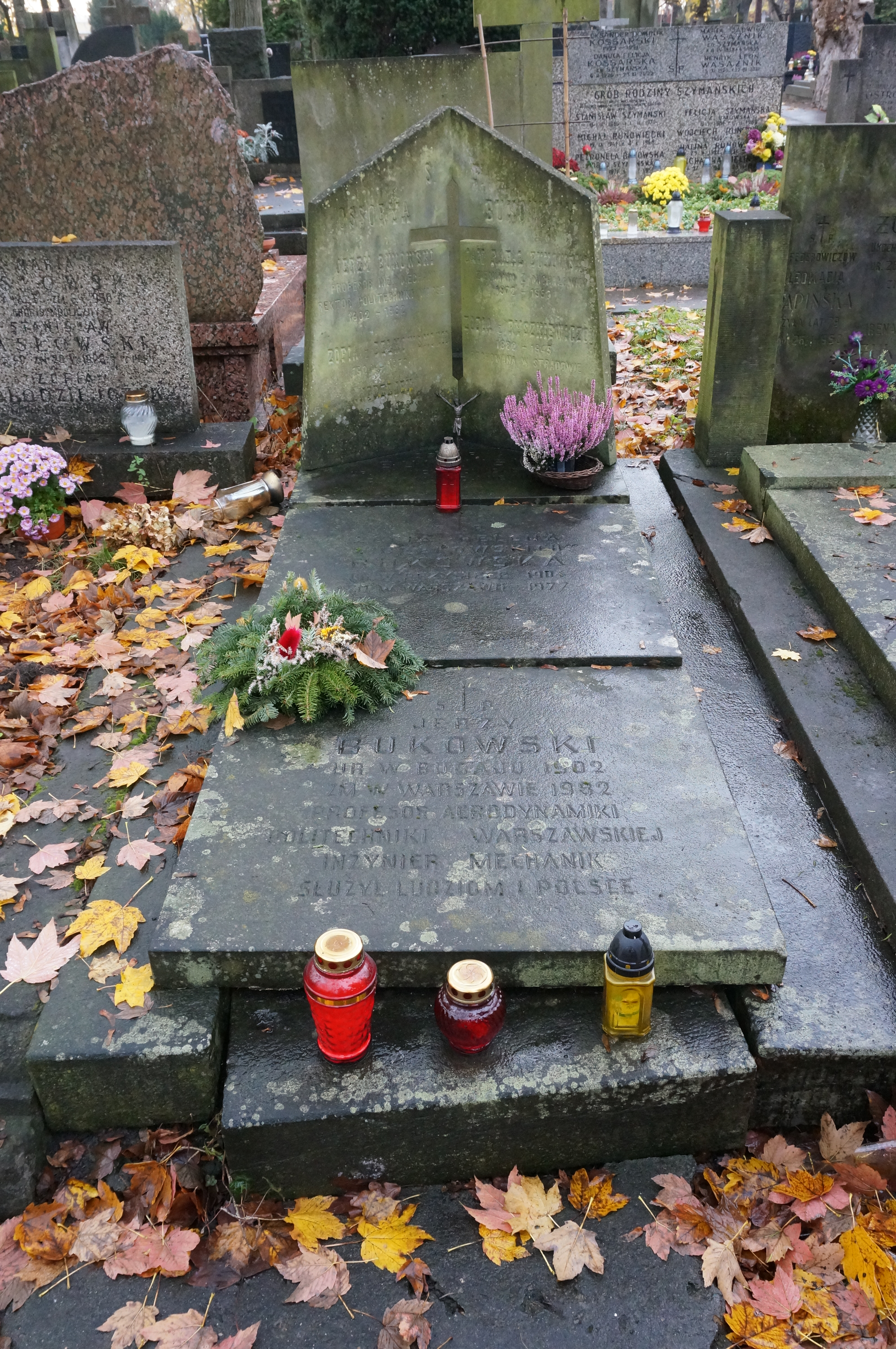
Grób Jerzego Bukowskiego na cmentarzu Powązkowskim

Jerzy Bukowski h. Ossoria (ur. 23 listopada 1902 w Bugaju, zm. 1 czerwca 1982 w Warszawie) – polski aeromechanik, profesor i dwukrotnie rektor Politechniki Warszawskiej, konstruktor śmigieł, specjalista w zakresie budowy samolotów i teorii śmigła, poseł na Sejm PRL II, III, IV, VI, VII i VIII kadencji. Budowniczy Polski Ludowej.

## Życiorys
Urodził się jako syn Jana Rafała Bukowskiego h. Ossoria (1872–1950) i Zofii Henryki Bolesławy z Ryszkiewiczów h. Świnka (1883–1945). Od 1913 udzielał się jako harcerz, był zastępowym I Michałowickiej Drużyny Skautowej. W Kielcach zaś pełnił rolę łącznika między członkami Polskiej Organizacji Wojskowej. Jako ochotnik służył w szkolnym oddziale wartowniczym 56 Pułku Piechoty. W 1920 razem z drużyną harcerską, wziął udział w obronie praw ludności polskiej na Śląsku Cieszyńskim. Od lipca do listopada 1920, brał czynny udział w wojnie polsko-bolszewickiej na frontach północnym i południowym.
Maturę uzyskał w Gimnazjum im. Jana Śniadeckiego w Kielcach, a następnie rozpoczął studia na Politechnice Warszawskiej, gdzie 5 maja 1930 uzyskał stopień inżyniera mechanika. Obronił pracę dyplomową z dziedziny silników lotniczych, kończąc Sekcję Lotniczą Wydziału Mechanicznego PW. W latach 1925–1935 był asystentem w Katedrze Aerodynamiki, a później konstruktorem w Instytucie Aerodynamicznym. W 1938 został habilitowany w zakresie aerodynamiki stosowanej na Wydziale Mechanicznym Politechniki Warszawskiej, w 1948 uzyskał nominację na profesora nadzwyczajnego, w 1958 na profesora zwyczajnego. W latach 1952–1953 i 1959–1965 rektor Politechniki Warszawskiej.
W 1932 rozpoczął współpracę z wybitnym konstruktorem prof. Franciszkiem Misztalem, a zaprojektowane śmigła produkowała „Fabryka Śmigieł, Wyrobów Drzewnych i Metalowych W. Szomański i s-ka”. W związku z rosnącymi zamówieniami fabryki w 1935 zaproponowano Jerzemu Bukowskiemu stanowisko kierownika technicznego. Zaprojektował ponad 40 udanych prototypów śmigieł, skonstruował modele śmigieł do samolotów myśliwskich PZL P-7 i PZL P-11.
Gdy wybuchła II wojna światowa fabryka została przeniesiona do Krzemieńca i tam też przeniósł się J. Bukowski. Jednak z powodu braku istotnych części J. Bukowski otrzymał od dowództwa lotnictwa polecenie powrotu do stolicy i przywiezienia śmigieł do myśliwców. Podczas oblężenia Warszawy uczestniczył w ratowaniu budynku Instytutu Aerodynamicznego przed pożarem. W listopadzie 1939 został zatrzymany i uwięziony na dwa tygodnie na Pawiaku.
W 1940 kierował fabryką Szomańskiego, która funkcjonowała jako zakład stolarski „Holz und Metallerzeugniss Fabrik W. Szomański”. Produkowano wówczas stolarkę budowlaną, narty oraz wozy konne. W następnym roku Niemcy zlecili zakładowi produkcję śmigieł, a potem nazwa została zmieniona na „Szomański Propellerwerk”.
Za zgodą Jerzego Bukowskiego w fabryce funkcjonowały jednostki Armii Krajowej, Narodowych Sił Zbrojnych i Polskiej Partii Robotniczej. W 1944 chcąc ocalić fabrykę, zdecydował się na jej ewakuację na Dolny Śląsk, a w styczniu 1945 do miejscowości Niemes w Czechach. Tam pracował z grupą Polaków do maja 1945.
Gdy wrócił do kraju wraz z załogą i majątkiem fabryki, wysunięto wobec niego zarzuty o współpracy z Niemcami w przemyśle zbrojeniowym. Zweryfikowano je i oddalono zarzuty wobec Jerzego Bukowskiego, lecz jeszcze nieraz oskarżano go o kolaborację z Niemcami. Od października 1945 do września 1946 pracował w przemyśle na stanowisku dyrektora administracyjnego Zjednoczenia Przemysłu Motoryzacyjnego.
Od kwietnia 1946 pełnił funkcję zastępcy profesora Katedry Budowy Płatowców i Mechaniki Lotu na Politechnice Łódzkiej. W tym samym objął stanowisko kierownika Katedry Hydrauliki i Aerodynamiki oraz zakładu o takiej samej nazwie na Wydziale Mechanicznym PW.
Oprócz pracy na Politechnice Warszawskiej uczestniczył w organizacji szkolnictwa wyższego technicznego w Polsce, w latach 1953–1969 w Radzie Głównej Szkolnictwa Wyższego. Brał udział w organizacji Muzeum Techniki w Pałacu Kultury i Nauki w Warszawie (1955) oraz w pracach Komitetu Historii Nauki i Techniki PAN (jako jego przewodniczący) i Międzynarodowej Unii Historii i Filozofii Nauki.
Jerzy Bukowski był aktywnym działaczem w organizacjach technicznych. W okresie międzywojennym działał w Związku Polskich Inżynierów Lotniczych – w latach 1937–1938 został wiceprezesem, natomiast prezesem w 1939.
W latach 1964–1971 był przewodniczącym Rady Głównej Naczelnej Organizacji Technicznej, a od 1971 przewodniczącym jej Zarządu Głównego. W 1957 po raz pierwszy wybrany na posła do Sejmu PRL. Od 1962 był członkiem Ogólnopolskiego Komitetu Pokoju. Uczestniczył w akcjach Światowej Rady Pokoju, zwłaszcza w okresie wojny koreańskiej i konfliktu bliskowschodniego. Brał udział także w ruchu Pugwash w latach 1967–1970. W czerwcu 1968 wszedł w skład Komitetu Honorowego oraz Komitetu Przygotowawczego obchodów 500. rocznicy urodzin Mikołaja Kopernika.
Pochowany z honorami na cmentarzu Powązkowskim w Warszawie (kwatera 242-3-4). W pogrzebie w imieniu władz uczestniczyli m.in. marszałek Sejmu Stanisław Gucwa, minister sprawiedliwości Sylwester Zawadzki, wiceminister nauki, szkolnictwa wyższego i techniki Mieczysław Kazimierczuk oraz prezes Rady Naczelnej ZBoWiD gen. dyw. Mieczysław Moczar. Trumnę zmarłego udekorowano przyznanym mu pośmiertnie przez Radę Państwa PRL Orderem Budowniczych Polski Ludowej.
Był mężem Zofii Heleny z Bełkowskich (1904–1977), z którą miał córkę Martę (ur. 1930).

## Stanowiska
- 1935: kierownik biura konstrukcyjnego w Fabryce Śmigieł, Wyrobów Drzewnych i Metalowych W. Szomański i s-ka;
- 1935–1938: wykładowca z projektowania i konstrukcji śmigieł;
- 1937–1939: wykładowca aerodynamiki w Grupie Technicznej Szkoły Podchorążych Lotnictwa w Warszawie;
- 1937–1939: wiceprezes, a następnie prezes Związku Polskich Inżynierów Lotniczych;
- działacz w Naczelnej Organizacji Technicznej oraz w Stowarzyszeniu Inżynierów Mechaników Polskich;
- 1945–1946: dyrektor administracyjny Zjednoczenia Przemysłu Motoryzacyjnego;
- 1946: zastępca profesora Katedry Budowy Płatowców i Mechaniki Lotu na Politechnice Łódzkiej;
- 1946: kierownik Katedry Hydrauliki i Aerodynamiki oraz zakładu o takiej samej nazwie na Wydziale Mechanicznym PW;
- 1949–1951: dziekan Wydziału Mechanicznego PW[7];
- 1952–1953, 1959–1965: rektor Politechniki Warszawskiej;
- 1967–1971: przewodniczący Prezydium Rady Głównej NOT;
- 1971–1976: przewodniczący Prezydium Zarządu Głównego NOT;
- honorowy prezes NOT.

## Członkostwa
- Od 1951: członek zwyczajny Towarzystwa Naukowego Warszawskiego;
- 1957–1969: działacz w PAN, członek Komitetu Budowy Maszyn;
- od 1962: członek Ogólnopolskiego Komitetu Pokoju[4];
- 1969–1971: członek Komitetu Hydro-Termodynamiki Maszyn i Inżynierii Chemicznej;
- 1969–1977: członek Komitetu Naukoznawstwa PAN.

## Ordery i odznaczenia
- Order Budowniczych Polski Ludowej (pośmiertnie)
- Order Sztandaru Pracy I klasy
- Krzyż Komandorski z Gwiazdą Orderu Odrodzenia Polski
- Krzyż Oficerski Orderu Odrodzenia Polski
- Krzyż Kawalerski Orderu Odrodzenia Polski (30 września 1952)[9]
- Srebrny Krzyż Zasługi (11 listopada 1934)[10]
- Medal 30-lecia Polski Ludowej
- Medal 10-lecia Polski Ludowej (19 stycznia 1955)[11]
- Medal Komisji Edukacji Narodowej
- Odznaka 1000-lecia Państwa Polskiego
- Złota Odznaka honorowa „Za Zasługi dla Warszawy” (17 stycznia 1963)[12]
- Złota Odznaka Honorowa Towarzystwa Przyjaźni Polsko-Radzieckiej
- Odznaka „Zasłużony Działacz Frontu Jedności Narodu”
- odznaka „Zasłużony dla m.st. Warszawy”
- odznaka „Zasłużony dla Województwa Kieleckiego”
- Srebrny Medal Światowej Rady Pokoju
- Medal „20-lecia Światowej Rady Pokoju” (1969)[13]
- Medal Mikołaja Kopernika
- Medal im. B. Rumińskiego
- Medal Pamiątkowy Politechniki Warszawskiej

## Upamiętnienie
W 1989 jego imieniem nazwano ulicę w Warszawie.